# Vlăhița
Vlăhița  (in ungherese  Szentegyházas-Oláhfalu  fino al 1899, poi Szentegyháza) è una città della Romania di 7 014 abitanti, ubicata nel distretto di Harghita, nella regione storica della Transilvania.
Fanno parte dell'area amministrativa anche le località di Băile Homorod e Minele Lueta.
La maggioranza della popolazione (circa il 97%) è di etnia Székely.
La città è particolarmente nota per la presenza dell'Orchestra dei Ragazzi (Filarmonica de copii/Gyermekfilharmónia), un complesso vocale e strumentale con il quale suonano e cantano oltre 140 giovani musicisti.